# Balázs Szép
Balázs Szép (17 ottobre 1999) è un pentatleta ungherese.

## Biografia
Ai mondiali di Alessandria d'Egitto 2022 ha vinto il bronzo nell'individuale, terminando la gara alle spalle del britannico Joseph Choong e dell'egiziano Mohamed Elgendy. Si è aggiudicato anche l'argento nella classifica a squadre, con Bence Demeter e Csaba Bőhm.
Agli europei di Székesfehérvár 2022 si è laureato vicecampione continentale nell'individuale, preceduto sul podio il connazionale Richárd Bereczki. Ha inoltre ottenuto l'oro a squadre con Bence Demeter e Richárd Bereczki.

## Palmarès
- Mondiali

Alessandria d'Egitto 2022: argento a squadre; bronzo nell'individuale;
- Europei

Székesfehérvár 2022: oro a squadre; argento nell'individuale;